# 장인

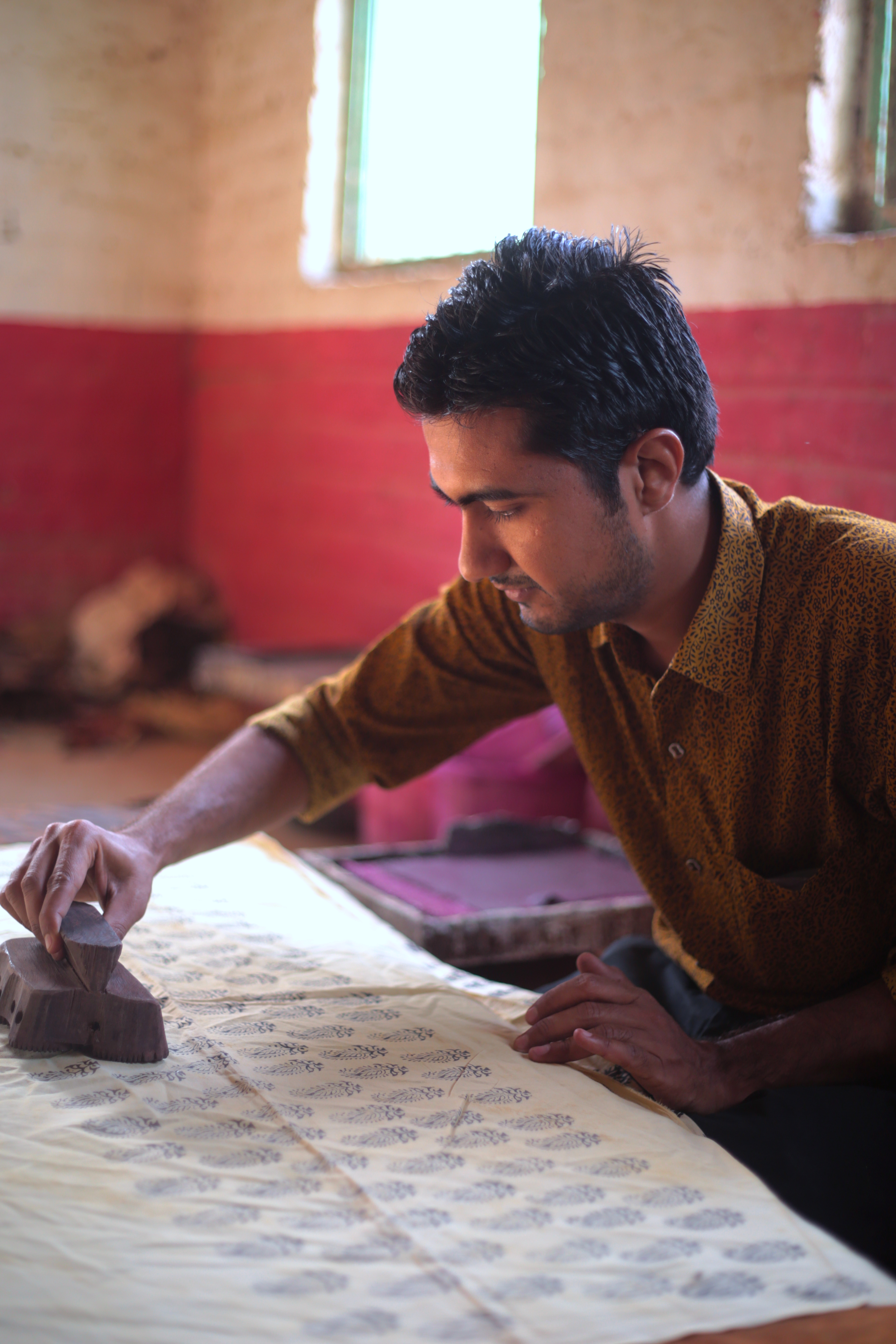
인도의 전통 핸드 블록 인쇄 장인

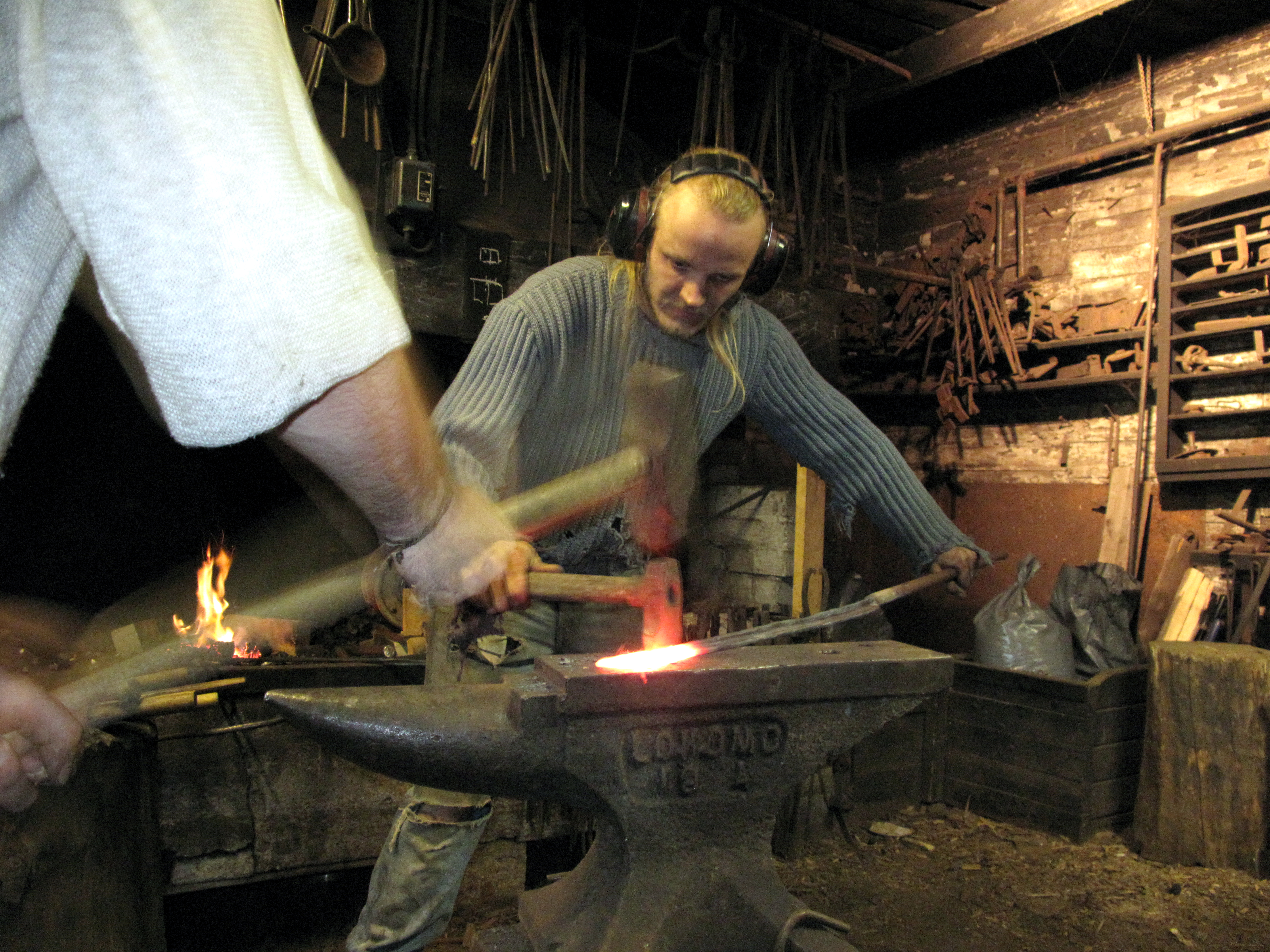
예술가 대장장이와 스트라이커가 하나가 되어 일하는 모습.

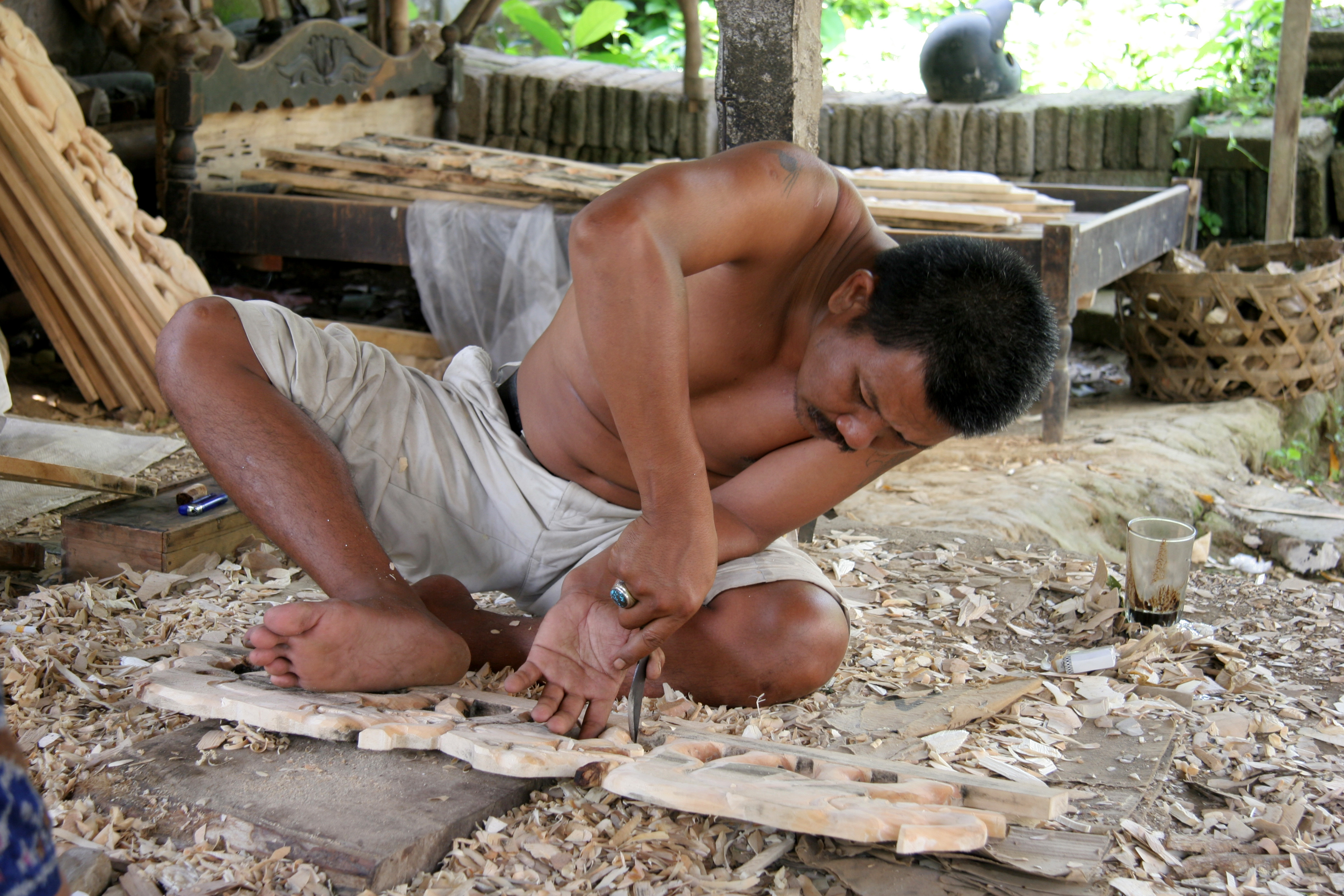
발리의 나무 조각가

장인(匠人, 영어: Artisan) 부분적으로 또는 전적인 수작업으로 물체를 만들거나 만드는 숙련된 작업자이다. 이러한 물체는 기능적이거나 엄격하게 장식될 수 있다. 예를 들어 가구, 장식 예술, 조각, 의류, 식품 품목, 가정용품 및 도구와 시계 제조업체의 핸드메이드 시계 장치 운동과 같은 메커니즘이 있다. 장인들은 기술을 연습하고 경험과 적성을 통해 예술가의 표현 수준에 도달할 수 있다.

## 역사
"artisanal"이라는 형용사는 종종 장인적 채굴이라는 문구와 같이 산업적 공정과 대조적으로 수작업을 설명하는 데 사용된다. 따라서 "artisanal"은 때때로 빵, 음료 또는 치즈와 같은 수제 식품 제품의 제조를 설명하거나 암시하는 유행어로 마케팅 및 광고에서 사용된다. 이 중 많은 것들은 전통적으로 수제, 농촌 또는 목축 제품이었지만, 현재는 공장 및 기타 산업 영역에서 자동화된 기계화를 통해 더 큰 규모로 제작되기도 한다.
장인은 산업혁명 이전에 지배적인 대종상품 생산자였다.
고대 그리스에서는 장인들이 아고라에 끌렸고 종종 근처에 작업장을 지었다.

### 중세 장인
중세 시대에 "장인"이라는 용어는 물건을 만들거나 서비스를 제공하는 사람들에게 적용되었다. 그것은 비숙련 육체노동자에게는 적용되지 않았다. 장인은 자신의 사업을 운영하는 사람과 그렇지 않은 사람의 두 그룹으로 나뉜다. 전자는 마스터라고 불렸고 후자는 직인과 도제였다.
많은 사람들이 이 사회 집단에 대해 가지고 있는 한 가지 오해는 그들이 현대적인 의미에서 "노동자", 즉 누군가에 의해 고용된 것으로 생각한다는 것이다. 장인들 사이에서 가장 영향력 있는 집단은 장인, 사업주였다. 소유자는 지역 사회에서 더 높은 사회적 지위를 누렸고, 종종 길드로 조직되었다.

## 쇼쿠닌
쇼쿠닌은 "장인" 또는 "공예가"를 뜻하는 일본어로, 자신의 작품에 대한 자부심을 암시하기도 한다. 쇼쿠닌 타시오 오다테은 다음과 같이 말한다.
쇼쿠닌은 기술적인 능력을 가지고 있을 뿐만 아니라 태도와 사회의식을 내포하고 있다... 국민의 일반적인 복지를 위해 최선을 다해야 하는 사회적 의무, 물질적, 정신적 의무를 의미한다.
전통적으로, 쇼쿠닌은 새해에 그들의 무역 도구들을 기린다. 깎고 손질된 도구들은 도코노마(일본의 집과 가게에서 여전히 발견되는 용기 또는 상자)에 넣고, 각 도구 상자 위에 떡 두 개와 귤(종이 위에)이 놓였으며, 도구를 존중하고 그들의 임무를 수행한 것에 대해 감사를 표한다.

## 같이 보기
- 응용미술
- 예술가
- 아트 앤 크래프트 운동
- 카스트
- 길드
- 수예